# Eumichtis albinochracea
Eumichtis albinochracea là một loài bướm đêm trong họ Noctuidae.